# Muralles de Montgròs
Les muralles de Montgròs, o muralles del Brull, són unes construccions defensives dels ibers ausetans que tanquen l'estret de Montgròs, al municipi del Brull (Osona). És una obra del Brull (Osona) declarada Bé Cultural d'Interès Nacional.

## Descripció
El jaciment està constituït per una muralla que tanca l'accés a la península pel costat est, resultant una zona defensada de prop de 9 hectàrees. La muralla té uns 145m de llarg, una amplada de 5m amb una alçada màxima conservada de 3-4m; fou construïda sense fonamentació sobre la roca verge i/o sobre un estrat d'argiles vermelloses amb restes d'un anterior establiment datat de l'edat del Bronze Final II. La part central de la muralla s'aixeca sobre una plataforma natural lleugerament elevada. Als límits sud i nord d'aquest promontori natural, es construïren dues torres trapezoïdals (11 x 6m) contiguament a les quals la muralla continua fins a trobar els cingles. La porta d'accés se situa al costat sud de la muralla, defensada per un petit baluard i per un doble parament a l'esquerra. El material utilitzat per a la construcció és la pedra calcària de la zona, amb blocs mitjans lleugerament escairats, d'aparença irregular i amb tendència a formar filades. A les cantoneres els carreus estan tallats.

## Història
Les muralles del Brull o de Montgrós van ser descobertes l'any 1974, i encara estan en curs d'excavació i de restauració per part del Servei del Patrimoni Arquitectònic de la Diputació de Barcelona. Segons es desprèn dels informes de les excavacions, es tracta d'una construcció defensiva dels ibers ausetans, construïda entre els segles IV i III aC amb importants reformes a l'època romana. En els seus estrats hom hi ha descobert importants restes de ceràmica àtica. El seu descobriment ha estat important per a l'estudi del món Iber, i més concretament dels Ausetans. Actualment s'ha consolidat un tram de muralla i dues de les seves torres.